# Nanny of the Maroons

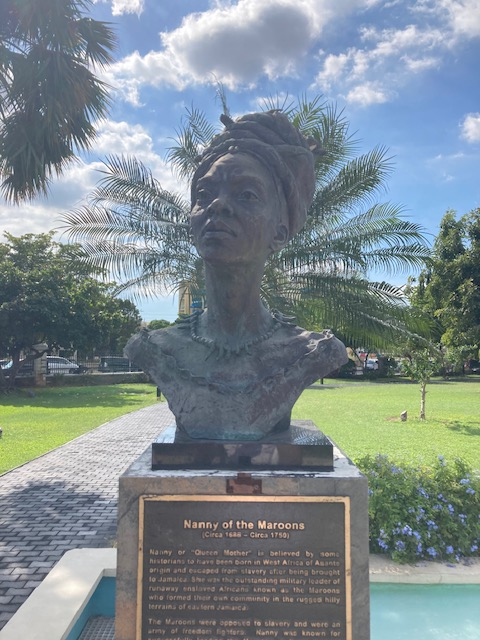
Büste der Nanny of the Maroons (2024)

Nanny of the Maroons (auch Granny Nanny; * um 1700 im Aschantireich; † um 1740 Jamaika) war eine Anführerin der Maroons Anfang des 18. Jahrhunderts und im Ersten Maroon-Krieg. Sie ist die einzige Frau auf der Liste der Nationalhelden von Jamaika.

## Leben
Granny Nanny, auch Grandy Nanny oder Oma Nanny genannt, gehörte zum Volk der Ashanti im heutigen Ghana. Sie wurde wahrscheinlich zusammen mit fünf ihrer Brüder, Accompong, Cudjoe, Cuffy, Johnny und Quao als Sklavin nach Jamaika verschleppt. Zum Zeitpunkt ihrer Ankunft auf Jamaika war es bereits zu einigen Sklavenaufständen auf den Zuckerrohr-Plantagen gekommen.
Die ersten aus Afrika stammenden Sklaven waren 1655 während der Kämpfe zwischen den Engländern und den Spaniern um den Besitz der Insel geflüchtet. Auch unter britischer Herrschaft kam es immer wieder zu Fluchtbewegungen. Entkommene Sklaven, die frei im Innern der Insel lebten, wurden als Maroons bezeichnet. 
Wegen der brutalen Behandlung der weiblichen Sklaven durch die Plantagenbesitzer entschlossen sich Nanny und ihre Brüder zur Flucht. Sie bildeten eine eigene Maroon-Gruppe. Vor allem Cudjoe war treibende Kraft hinter weiteren Aufständen, die es Sklaven ermöglichten, ebenfalls zu fliehen und sich ihnen anzuschließen. Um die Maroons gegen die britische Kolonialmacht besser organisieren zu können, beschlossen die Geschwister, sich aufzuteilen. Cudjoe zog daher in das Saint James Parish im Nordwesten von Jamaika und gründete eine Maroon-Siedlung, die später Cudjoe Town genannt wurde. Accompong ging in das Saint Elizabeth Parish im Südwesten - während Nanny und Quao nach Portland Parish in die Blue Mountains im Nordosten der Insel zogen.
1720 übernahmen Nanny und Quao die Führung einer Maroon-Gruppe, die sich hier angesiedelt hatte. In dieser Zeit erhielt der Ort und die Verteidigungsanlage den Namen Nanny Town (jetzt: Moore Town). Die Kleinstadt hatte ca. 1723 eine Ausdehnung von ungefähr 2,4 km² Fläche, die als Wohnort mit ca. 140 Häusern zur Viehhaltung und zum Ackerbau genutzt wurde. Durch den Einfluss von Nanny und Quao war das Zusammenleben wie das eines typischen Ashantistammes in Afrika organisiert. Da Unterhändler ihre Landbauprodukte in den Städten gegen Waffen und Kleidung tauschten, konnten sie in den Bergen überleben. Außerdem überfielen sie Plantagen, um Waffen und benötigte Waren zu erbeuten. Nach einem erfolgreichen Überfall steckten sie die Plantage in Brand und führten die befreiten Sklaven nach Nanny Town.
Der Ort war als Verteidigungsanlage strategisch hervorragend gelegen. Er lag auf einem 270 m langen Bergkamm, mit Blick über den Stony River. Hierdurch war ein Überraschungsangriff durch die Briten fast unmöglich. Die Maroons hatten überdies Spähposten eingerichtet. Bei einem Angriff bliesen sie in ein Horn, das Abeng, wodurch die Krieger aufgerufen wurden, zu den Waffen zu greifen und in Verteidigungsbereitschaft zu gehen.
Nanny wird in Legenden und Dokumenten als eine Frau mit außergewöhnlichen Führungsqualitäten beschrieben. Sie war eine kleine drahtige Person mit durchdringenden Augen, die umtriebig im Schmieden von Plänen war um Sklaven zu befreien. Sie soll an der Befreiung von mehr als 800 Sklaven beteiligt gewesen sein. Neben ihrer Cleverness in der Kriegsführung wusste sie auch durch ihre Kenntnisse von Kräutern und spirituellen afrikanischen Überlieferungen, das Vertrauen und die Achtung der Maroons zu gewinnen. So konnte sie angeblich Kugeln in ihrer Vulva auffangen und zurückschießen.
Die Überfälle auf die Plantagen und die Befreiung der Sklaven waren der Kolonialmacht ein Dorn im Auge. Zwischen 1728 und 1734 wurde Nanny Town immer wieder erfolglos durch britische Truppen angegriffen. Die Maroons und ihre Strategin Nanny waren den Militärs durch ihre Ortskenntnis, durch ihre Guerilla-Taktik, mit der sie es immer wieder verstanden, Hinterhalte zu legen, und auch durch ihre Motivation, ihre Freiheit zu verteidigen, überlegen. Der als Erster Maroon-Krieg bezeichnete Kampf ging 1739 mit dem Abschluss eines Friedensvertrages zu Ende. Nanny soll sehr verärgert gewesen sein, als Quao, nach Cudjoe, als zweiter den Friedensvertrag mit den Briten unterschrieb. Aus ihrer Sicht stand der Vertrag im Widerspruch zu den Grundregeln der Freiheit, und sie betrachtete ihn als eine Form der Unterwerfung.
Das Porträt von „Nanny of the Maroons“ ist auf dem 500 Jamaika-Dollar-Schein zu sehen.